# 紀訶多麻呂
紀 訶多麻呂（き の かたまろ）は、飛鳥時代の人物。名は堅麻呂とも書く。姓は臣。系譜は明らかでない。冠位は小錦下、贈大錦上。

## 経歴
天武天皇2年（673年）に美濃王と共に造高市大寺司（高市大寺は大安寺の前身）に任命される。このときの訶多麻呂の冠位は小錦下であった。
天武天皇8年（679年）2月3日卒去。壬申の年の功によって大錦上の冠位が贈られた。壬申の乱について記す『日本書紀』巻28、いわゆる「壬申紀」に訶多麻呂の名は見えないが、この死亡記事によって大海人皇子側で参加したことが知られる。